# Rieppeleon
Genre
Rieppeleon est un genre de sauriens de la famille des Chamaeleonidae.

## Répartition
Les espèces de ce genre se rencontrent en Afrique de l'Est.

## Liste des espèces
Selon The Reptile Database (11 août 2013) :
- Rieppeleon brachyurus (Günther, 1893)
- Rieppeleon brevicaudatus (Matschie, 1892)
- Rieppeleon kerstenii (Peters, 1868)
- Rieppeleon robecchii (Boulenger, 1891)

## Taxinomie
Ce genre a été créé pour recevoir des espèces du genre Rhampholeon phylogénétiquement éloignées.

## Étymologie
Ce genre est nommé en l'honneur de l'herpetologiste américain Olivier C. Rieppel, qui a contribué à l'étude des caméléons en général et au genre Rhampholéon en particulier.

## Publication originale
- Matthee, Tilbury & Townsend, 2004 : A phylogenetic review of the African leaf chameleons: genus Rhampholeon (Chamaeleonidae): the role of vicariance and climate change in speciation.  Proceedings of the Royal Society B, Biological Sciences (London), no 271, p. 1967-1975 (texte intégral)